# Stephen Phillips
Stephen Phillips (Somertown, 28 luglio 1864 – Deal, 9 dicembre 1915) è stato un poeta e drammaturgo inglese.

## Biografia
Nacque a Somertown presso Oxford, figlio dell'omonimo reverendo Stephen Phillips. Ha studiato alle scuole di grammatica di Stratford e Peterborough e nel 1885, si trasferì a Wolverhampton per unirsi alla compagnia drammatica di suo cugino F. R. Benson e per sei anni recitò in varie piccole parti.
Nel 1890 fu pubblicato a Oxford un volume di versi dal titolo Primavera, che conteneva contributi suoi e di suo cugino Laurence Binyon e altri.
Nel 1894 pubblicò Eremus, un lungo poema a sfondo filosofico.
Tre anni dopo diede alle stampe una nuova raccolta di poesie, intitolata Poems (1897), che ottenne un buon successo di critica e di pubblico, contenente liriche quali Christ in Hades, The Woman with the Dead Soul, The Wife.
Proprio in quel periodo ricevette l'incarico di comporre un dramma per il St. James's Theatre: l'opera si intitolò Paolo e Francesca, basata sul celebre V canto dell'Inferno dantesco, uscì nel 1900 e venne recitata l'anno successivo, con discreto consenso.
Le opere seguenti, sempre utilizzanti lo stile dei versi sciolti, furono incentrati su personaggi e ambienti storici e mitologici, come ad esempio Herod: A Tragedy (1900); Ulysses (1902); The Sin of David (1904), basato sulla relazione fra David e Betsabea; Nero (1906).
Con queste opere Phillips volle dimostrare la sua passione per la tragedia greca.

## Opere

### Poesie
- Primavera (1890);
- Eremus (1894);
- Poems (1897);

### Drammi
- Paolo e Francesca (1900);
- Herod: A Tragedy (1900);
- Ulysses (1902);
- The Sin of David (1904);
- Nero (1906).